# Autoba pulvinariae
Autoba pulvinariae là một loài bướm đêm trong họ Erebidae.